# Fakultetsprimtal
Fakultetsprimtal er primtal der er én større eller mindre end et fakultetstal.
For eksempel er 23 = 4!-1 et fakultetsprimtal.
De første fakultetsprimtal er
2, 3, 5, 7, 23, 719, 5039, 39916801, 479001599, 87178291199, ...
Fraværet af fakultetsprimtal indikerer ofte starten eller slutningen af et stort talområde uden primtal. Der gælder nemlig at {\displaystyle n!\pm p} ikke kan være et primtal for alle 1 < p ≤ n.